# Louis Gallet
Louis Gallet (14. února 1835, Valence – 16. října 1898, Paříž) byl francouzský dramatik, libretista a spisovatel.

## Životopis
Gallet byl syn obchodníka s vínem. Pracoval jako korektor tisku ve Valence a v roce 1857 vydal pod pseudonymem L. Marcelly sbírku básní (Gioventù). Přestěhoval se do Paříže, kde působil v Assistance Publique (byl dlouholetým ředitelem nemocnice Lariboisière) a rozvinul svou literární kariéru. Spolupracoval s řadou významných skladatelů své doby (např. Camille Saint-Saëns, Georges Bizet, Jules Massenet a Charles Gounod).
V roce 1868 obdržel ocenění za své libreto La coupe du roi de Thulé v konkurenci 168 soutěžících.

## Dílo

### Libreta

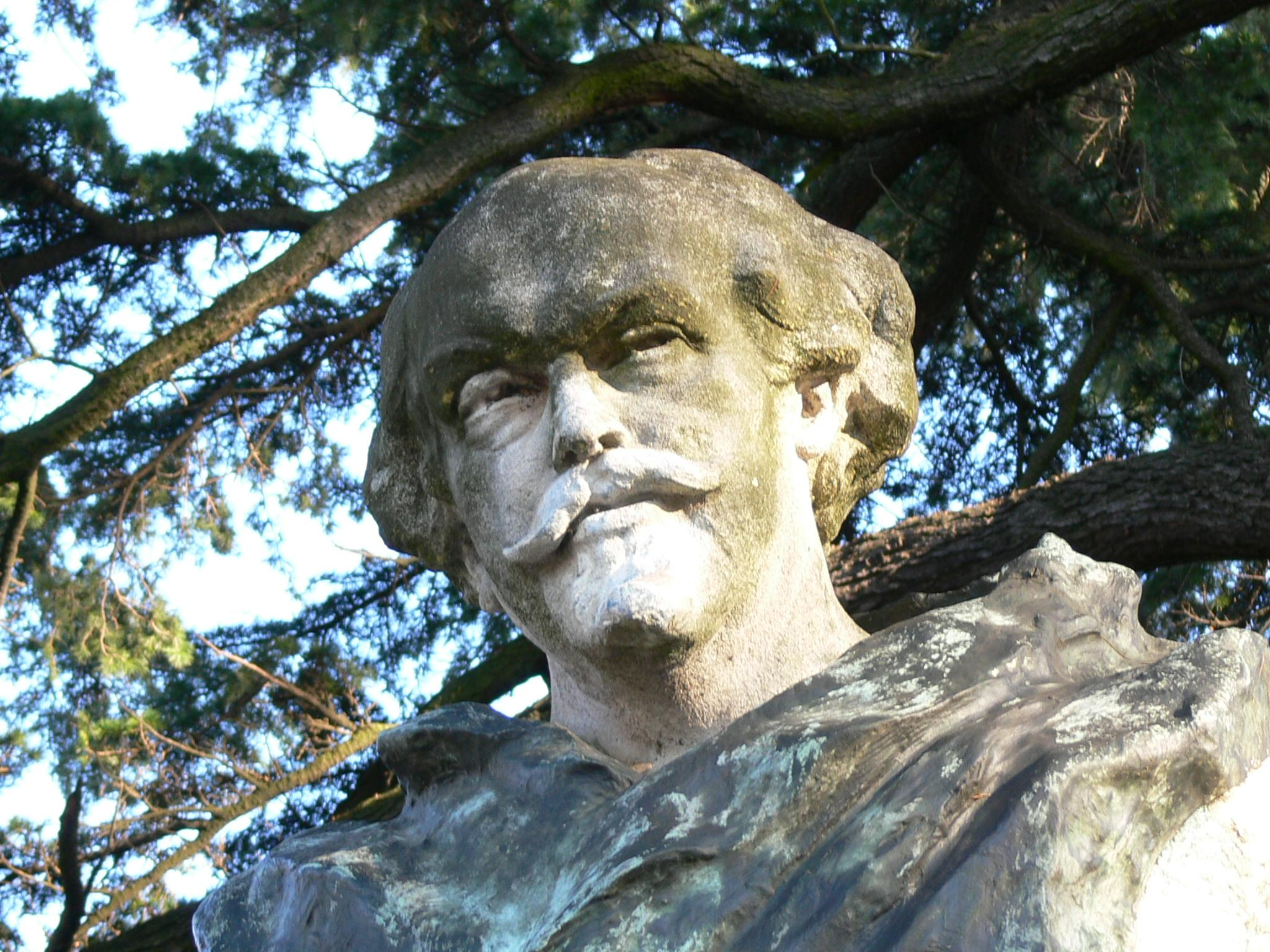
Busta od Injalberta (1901) v parku Jouvet, Valence

- Le Kobold, spoluautor Charles Nuitter, opera, 1870 — hudba Ernest Guiraud
- Djamileh, opera, 1872 — hudba Georges Bizet
- Marie-Magdeleine, oratorium, 1872 — hudba Jules Massenet
- La Princesse jaune, opera, 1872 — hudba Camille Saint-Saëns
- La Coupe du Roi de Thulé, spoluautor Édouard Blau, opera, 1873 — hudba Eugène Diaz
- Ève, oratorium, 1875 — hudba Jules Massenet
- Le Déluge, oratorium, 1876 — hudba Camille Saint-Saëns
- La Clé d'Or, opera, 1877 — hudba Eugène Gautier
- Le Roi de Lahore, opera, 1877 — hudba Jules Massenet
- Cinq-Mars, spoluautor Paul Poirson, opera, 1877 — hudba Charles Gounod
- Étienne Marcel, opera, 1879 — hudba Camille Saint-Saëns
- Le Vénitien, opera, 1880 — hudba Albert Cahen
- Le Cid, spoluautoři Édouard Blau a Adolphe d'Ennery, opera, 1885 — hudba Jules Massenet
- Proserpine, opera, 1887 — hudba Camille Saint-Saëns
- Ascanio, opera, 1890 — hudba Camille Saint-Saëns
- Stratonice, opera, 1892 — hudba Émile-Eugène-Alix Fournier
- Le Rêve, opera, 1891 — hudba Alfred Bruneau
- Thamara, opera, 1892 — hudba Louis Bourgault-Ducoudray
- Les Saintes Maries de la Mer, oratorium, 1892 — hudba Émile Paladilhe
- L'Attaque du moulin, opera, 1893 — hudba Alfred Bruneau
- Frédégonde, opera, 1895 — hudba Ernest Guiraud a Camille Saint-Saëns
- Thaïs, opera, 1894 — hudba Jules Massenet
- Photis, opera, 1895 — hudba Edmond Audran
- Xavière, opera, 1895 — hudba Théodore Dubois
- Ping-Sîn, opera, 1895 — hudba Henri Maréchal
- La Femme de Claude, opera, 1896 — hudba Albert Cahen
- Le Drac, opera, 1896 — hudba Paul a Lucien Hillemacher
- Moïna, opera, 1897 — hudba Isidore de Lara
- Le Spahi, opera, 1897 — hudba Lucien Lambert
- Déjanire, tragédie, 1898 — hudba Camille Saint-Saëns

### Romány
- Les confidences d'un baiser
- Le Capitaine Satan (česky: Čertův kapitán, 1929)
- Saltimbanques
- Le Petit Docteur

### Cestopisy
- Au pays des Cigaliers (1888)
- Fêtes cigalières et félibréennes (1891)

### Jiné
- Notes d'un librettiste (1891)
- Guerre et Commune (1898)